# 湘南★スーパートピックス
湘南★スーパートピックスは、女優の相原愛が主宰するミュージカルカンパニー。

## 概要
2008年4月にカンパニーを立ち上げる。
同年8月、旗揚げ公演『トゥインクル〜君がくれたもの〜』を開催する。
2009年8月に旗揚げ公演の再演『トゥインクル〜君がくれたもの〜2009』を開催する。
出演者は、大人キャストが脇を固めるが、メインキャストはオーディションで決められた小学生から大学生までの女性である。演出はMUTSUMI、主宰の相原愛は出演もしている。

## 公演作品
- 『トゥインクル〜君がくれたもの〜』（2008年8月）
- 『トゥインクル〜君がくれたもの〜2009』（2009年8月）